# Státní univerzita v Baku
Státní univerzita v Baku (ázerbájdžánsky Bakı Dövlət Universiteti, anglicky Baku State University) je nejstarší vysokou školou univerzitního typu v Ázerbájdžánu. Byla zřízena roku 1919 parlamentem tehdejší Ázerbájdžánské demokratické republiky. Rektorem je Elchin Babayev.

## Historie
V době vytvoření univerzity v roce 1919, se jednalo o jedinou školu univerzitního typu v Ázerbájdžánu. V roce 2020 se jedná o nejstarší fungující školu v zemi. Protože byl Ázerbájdžán v roce 1920 okupován sovětským svazem a začleněn do něj jako ÁSSR, musel na příkaz lidového komisaře pro školství změnit (v r. 1930) statut univerzity na nejvyšší pedagogický institut. Roku 1934 došlo k znovuotevření univerzity a znovuzapočetí akademických výzkumů. V současnosti (r. 2022) má univerzita 17 fakult.

## Fakulty
Státní univerzita v Baku nabízí vzdělávací programy na fakultách:
1. aplikované matematiky a ekonomické kybernetiky
2. fyziky
3. mechaniky a matematiky
4. chemie
5. biologie
6. ekologie
7. geologie
8. geografie
9. historie
10. filologie
11. teologie
12. mezinárodní vztahy a ekonomie
13. žurnalistiky
14. práva
15. východních studií
16. sociálních věd a psychologie
17. knihovnictví-informatiky

## Galerie

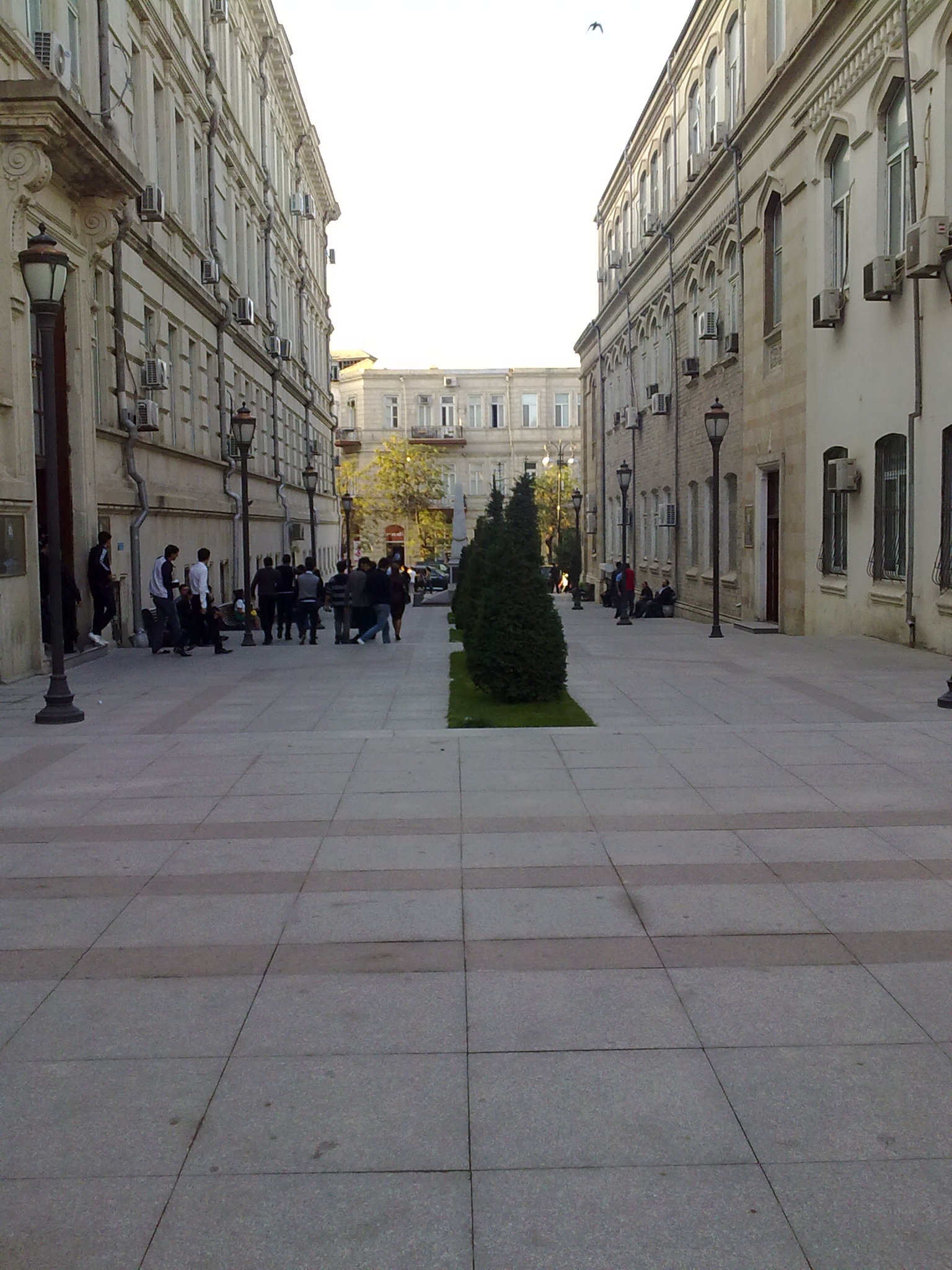
Kampus univerzity
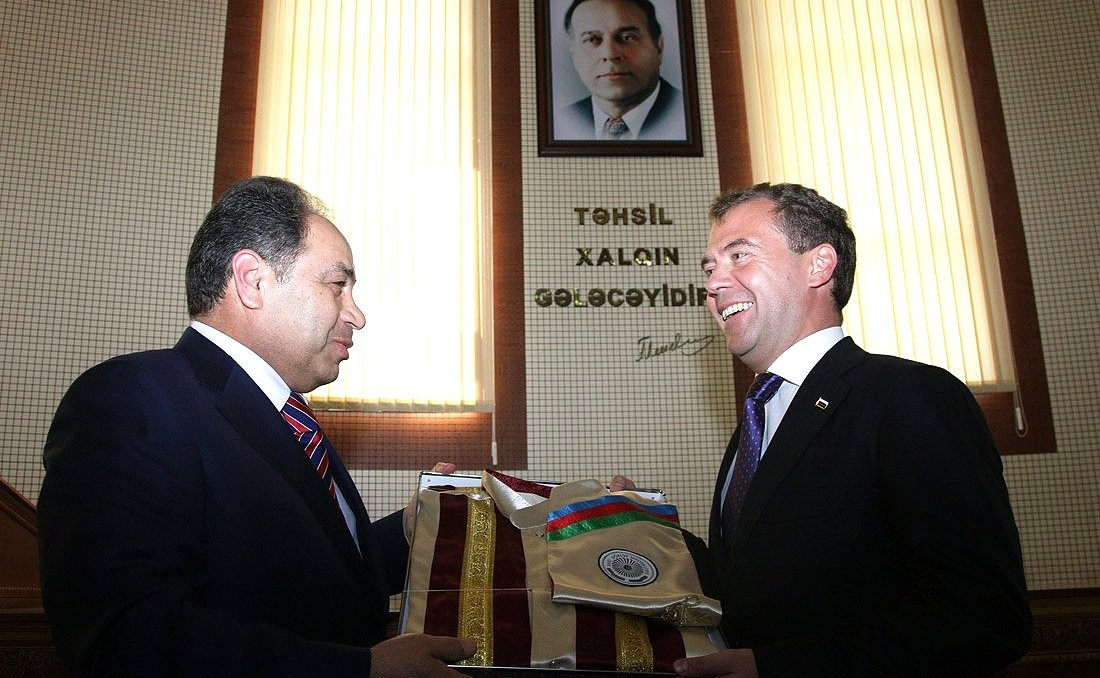
Dmitrij Medveděv přebírá čestný doktorát, 2010